# Tadelakt
Tadelakt (Moroccan Arabic تدلاكت, latinizirano: tadlākt) je vodoodporna mavčna površina, ki se uporablja v maroški arhitekturi za izdelavo kadi, umivalnikov, posod za vodo, notranjih in zunanjih sten, stropov, streh in tal. Narejen je iz apnenega ometa, ki je nabit, poliran in obdelan z milom, da postane nepremočljiv in vodoodbojen. Tadelakt je delovno intenziven za namestitev, vendar je trpežen. Ker se tadelakt nanaša v obliki paste, ima mehak, valovit značaj, lahko oblikuje krivulje in je brezšiven. Dodate lahko pigment, da mu date poljubno barvo, vendar je temno rdeča tradicionalna. Lahko ima sijoč ali mat zaključek.

## Etimologija in zgodovina
Izraz tadelakt, kar pomeni 'drgniti', je amazigificiran izraz iz arabske besede arabsko ‏تدليك‎, latinizirano: tadlīk, kar pomeni 'drgniti ali masirati'.
Tadelakt naj bi se razvil iz qadada, podobnega ometa, ki se tisočletja uporablja v Jemnu in je namesto z milom obdelan s kalcijevim hidroksidom ter olji in maščobami.

## Sestavine in kemija
Osnovne sestavine tadelakt ometa so:
1. apneni omet (ne portlandski cement)
2. v nekaterih primerih marmorni ali apnenčev pesek (vendar ne drugi agregati)
3. naravno milo (pogosto 'črno' milo ali milo iz oljčnega olja) za pospešitev karbonizacije površine in zagotavljanje vodoodpornosti.

Milo kemično reagira z apnenim ometom, pri čemer nastanejo apnena (kalcijeva) mila. Kalcijeva mila so netopna v vodi in precej trda. Na območjih s kalcijem bogato ('trdo') vodo jih poznamo kot usedline v kopalnih kadeh, umivalnikih in prhah; ko milo pomešamo z v vodi raztopljenim kalcijevim karbonatom/apnom, nastanejo kalcijeva mila.
2 C17H35COO−Na+ + Ca2+   →  (C17H35COO)2Ca  + 2 Na+

## Tehnike
Tradicionalna uporaba vključuje poliranje z rečnim kamnom in obdelavo z oleinsko kislino, v obliki mila iz olivnega olja, ki ji daje končni videz in vodoodpornost.
V Maroku tradicionalna tehnika nanašanja:
- mavčni prah mešamo z vodo 12 do 15 ur pred dodajanjem pigmenta;
- omet nanesemo v enem debelem sloju z leseno gladilko in z njo zagladimo;
- preden se omet strdi, se z ravnim, gladkim in trdim kamnom stisne omet, nato pa se s plastično gladilko končno lošči;
- je mehansko poliran z uporabo kamnov ali abrazivov, ki so trši od mavca, kar zagotavlja gladko, včasih sijočo površino;
- nazadnje se za tesnjenje ometa uporabi milna raztopina oljčnega olja

Dolgoročno vzdrževanje tadelakta zahteva redno ponovno tesnjenje površine z raztopino mila; v primeru streh qadad se je to tradicionalno izvajalo vsakih nekaj let.

## Uporaba
Tadelakt je tradicionalni premaz za hamame in kopalnice palač in rezidenc ter riadov v Maroku. Obnova riadov v Maroku je privedla do ponovnega oživljanja njihove uporabe.
V sodobnem času so ga uporabljali zunaj.

### Nekaj spomenikov iz tadelakta
V Maroku je več sodobnih stavb prevlečenih z okrasnim tadelaktom, vključno s kraljevim gledališčem v Marakešu, hotelom Mogador v Essaouiri ali Twin Center v Casablanci (dva stolpa dvojčka z 29 nadstropji, visoka 110 m, v celoti prekrita z belim tadelaktom).

### Industrijski tadelakt
Po številnih člankih, objavljenih v revijah o dekoraciji, in navdušenju mednarodnega jet seta nad Marakešem je zanimanje javnosti za tadelakt proizvajalce spodbudilo k ustvarjanju sodobnih materialov z videzom tradicionalnega tadelakta. Medtem ko nekateri proizvajalci pakirajo pravo maroško limeto, njena namestitev in vzdrževanje zahtevata poznavanje tehnike tadelakt.
Novi izdelki iz mešanice na osnovi marakeškega apna se približajo estetskim in tehničnim lastnostim tradicionalnega tadelakta, hkrati pa so bolj odporni in z lahkoto vgradnje prilagojeni zahodnim navadam.
Poznavanje kemične sestave maroškega apna omogoča pridobitev dobre imitacije z uporabo mešanice zračnega apna, hidravličnega apna in zelo finih mineralov, običajno marmornega prahu. Ta izdelek je podoben štukaturi.